# Isak Herman Kinnander
Isak Herman Kinnander, född 12 april 1786 i Svanshals socken, död 24 november 1876 i Vadstena, var en svensk präst.

## Biografi
Kinnander föddes 1786 i Svanshals socken. Han var son till kyrkoherden Lars Magnus Kinnander och Catharina Charlotta Carlén. Kinnander blev höstterminen 1804 student vid Uppsala universitet. 15 juni 1809 blev han filosofie magister och 1814 teologie kandidat. Kinnander blev docent i teologiska prenotioner och kyrkohistoria den 22 december 1814 vid Uppsala universitet. 4 november 1818 blev han andre teologie lektor vid Linköpings gymnasium, han tillträdde 1820. 22 januari 1821 prästvigdes han. Kinnander avlade pastoralexamen 31 mars 1824. Han blev 30 april 1824 förste teologie lektor och kyrkoherde i Skeda församling. Kinnander blev 21 september 1833 kyrkoherde i Vadstena församling med tillträde 1834. Han blev 24 maj 1834 även kontraktsprost för Dals kontrakt. Kinnander avled 24 november 1876 i Vadstena och begravdes på Vadstena gamla kyrkogård i faderns grav.
Mellan 1818 och 1820 gjorde han en resa till Danmark, Tyskland, Schweiz, Frankrike och Holland. År 1825 var han sekreterare i stiftets bibelsällskap. Riksdagen 1828–1830 var Kinnander riksdagsman. Kinnander var 1833 revisor i Bankodiskonten. Den 10 november 1830 blev han teologie doktor. Kinnander blev 31 maj 1860 jubelmagister. Han blev 1844 ledamot av Nordstjärneorden och 28 januari 1872 av Vasaorden. Kinnander blev utnämnd till stiftets senior 14 juli 1874.
År 1830 var han orator på latin vid Jubelfesten. År 1843 var han preses vid prästmötet. Kinnander ägde Jolstad i Vinnerstads socken. Ett porträtt av honom finns i sakristian i Vadstena klosterkyrka.

### Familj
Kinnander gifte sig första gången 24 juni 1824 med Hedda Wilhelmina Chierlin (1804–1828), dotter till ämbetsmannen Samuel Johan Chierlin och Maria Elisabeth Tidén. De fick tillsammans barnen Hedda Maria Charlotta Kinnander (1825–1899) som var gift med hospitalsöverläkaren Ludvig Magnus Hjertstedt i Vadstena, kyrkoherden Lars Herman Kinnander i Östra Skrukeby församling och Johan Kinnander (1828–1828).
Kinnander gifte sig andra gången 4 september 1832 med Vilhelmina Charlotta Bergenstråhle (1813–1865), dotter till kaptenen Carl Ulric Bergenstråhle i armén och Maria Charlotta Victorin. De fick tillsammans barnen regementsintendenten Carl Oscar Kinnander (1833–1897), Vilhelmina Sofia Kinnander (1834–1882), Charlotta Laurentia Kinnander (1836–1913) som var gift med majoren Johan Magnus Edvard Fornell i armén och lantbrukaren Erik Gideon Kinnander (1838–1880) i Hogstads socken.